# Habitat passif
 (novembre 2012).
Si vous disposez d'ouvrages ou d'articles de référence ou si vous connaissez des sites web de qualité traitant du thème abordé ici, merci de compléter l'article en donnant les références utiles à sa vérifiabilité et en les liant à la section « Notes et références ».
La notion d’habitat passif ou de construction passive désigne un bâtiment dont la consommation énergétique au mètre carré est très basse, voire nulle (entièrement compensée par les apports solaires ou géothermique, ou par l'énergie émise par des apports internes tels que matériel électrique et la chaleur corporelle des habitants) ou positive (bâtiment positif en énergie).
Dans les textes de référence, ce concept, originaire d'Europe du Nord, cible surtout les économies de chauffage. Mais, au delà, il vise aussi le confort des habitants ou usagers dans la globalité du bâtiment. Aussi, en climat chaud (pourtour méditerranéen par exemple), il cible le confort estival en minimisant les dépenses de climatisation par l'inertie du bâtiment, la ventilation naturelle nocturne, un puits canadien…).
Une fois construit, un bâtiment est dit « passif » s'il fonctionne selon une logique de sobriété énergétique. Après la norme RT2012, la réglementation environnementale française a évolué dans ce sens avec la RE 2020.
On qualifie de BEPAS (Bâtiment à énergie passive, version française des Passivhaus allemandes) des bâtiments qui respectent une consommation minimale en énergie et qui ont une étanchéité renforcée à l'air.
L'étape suivante est le BEPOS : bâtiment à énergie positive (produisant plus d'énergie qu'il en consomme grâce à ses propres équipements d'exploitation d'énergies renouvelables.
Ces démarche ont des obligations de résultat et non de moyens, qui permet de choisir en fonction du contexte (physionomie du site, contraintes climatiques et réglementaires…), les solutions les plus pertinentes, cohérentes entre elles.
Le programme CEPHEUS (Cost Efficient Passive Houses as EUropean Standards) a contribué à développer le concept de bâtiment passif. Dans ce cadre, l'Europe a financé des réalisations faites dans cinq pays : en Allemagne, en Autriche, en France, en Suisse et en Suède. Chaque pays participant devait démontrer la faisabilité technique et la rentabilité du projet et permettre la reproductibilité de ce type de construction.

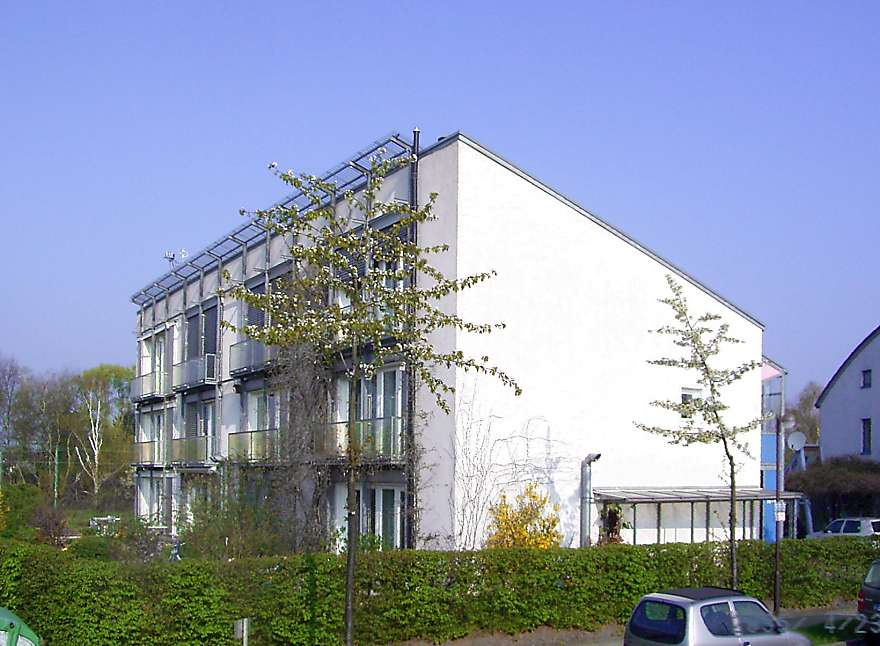
Maison passive à Darmstadt, en Allemagne.

## Historique du concept

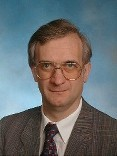
Dr Feist, fondateur du «Passivhausinstitut» et coauteur du concept.

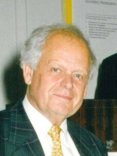
Prof. Bo Adamson, coauteur du concept.

Les principes de base (murs passifs et utilisation du soleil) remontent à l'Antiquité. Mais ils bénéficient de savoirs et de matériaux nouveaux. Des bâtiments modernes très sobres en énergie, voire passifs existent au moins depuis le milieu des années 1970. Le concept de construction passive s'appuie sur leurs retours d'expérience et sur les progrès de la modélisation et de la science des matériaux.
Une norme allemande (Niedrigenergiehaus), ainsi que des normes suédoises ou danoises très exigeantes et adaptées aux pays froids ont contribué à l'idée d'habitat énergétiquement performant. Puis la construction passive est devenue un standard de qualité dans plusieurs pays (Allemagne, Suisse et pays nordiques notamment).
Un premier label a été formalisé en 1988 par le Pr Bo Adamson de l'université de Lund, (Suède) et Wolfgang Feist (Institut für Wohnen und Umwelt / Institut for Housing and the Environment). Il a aussi été développé grâce aux aides du Land allemand de Hessen avec une première rangée de 4 maisons (à terrasses) construites pour des familles, par les professeurs et architectes Bott, Ridder et Westermeyer. Le concept a été validé à Darmstadt, avec une économie de chauffage de 90 % par rapport aux standards de l'époque. Puis un groupe de travail a été créé en 1996 pour développer techniquement et économiquement le concept en planifiant la production de matériaux, labels ou certification pour les fenêtres, ainsi que pour des systèmes de ventilation à hautes performances. Des maisons passives ont été construites à Stuttgart (1993), Naumburg, Wiesbaden, et Cologne (1997 et la filière s'est développée avec le soutien de l'union européenne via le programme CEPHEUS qui a validé le concept dans 5 pays européens l'hiver 2000-2001. Quelques procédés ont été inventés pour la construction passive (ex. : briques creuses collées de type Monomur©). Des normes et labels ont été spécialement créés, d'autres sont de simples améliorations de techniques existantes (sur-isolation par exemple). En France, la résidence Salvatierra à Rennes, constituée de 43 logements, est réalisée via ce programme avec une technique moderne de construction de façade en bauge.
En France, les performances de ce standard n'ont pas été prises en compte dans la RT 2012, et il n'était pas prévu qu'elles soient inscrites dans la future réglementation environnementale française, annoncée pour 2018. En effet, même si l'étanchéité à l'air des bâtiments a été prise en compte en RT 2012, les niveaux exigés sont bien moins ambitieux que ceux des bâtiments passifs (environ 4 fois moins). Par ailleurs, là où le calcul thermique pour les bâtiments passifs s'appuie sur la norme EN 13790 (calculs de consommation prévisionnels réalistes), le calcul thermique en RT 2012 a un caractère uniquement conventionnel.
L'évolution tendendielle de la maison passive est la maison à énergie positive. Par exemple, celle de l'agence d'architecture Karawitz (dessinée par Milena Karanesheva et Mischa Witzmann), construite à Bessancourt, est l'une des deux maisons à énergie positive certifiées en octobre 2009 en France selon les critères du label européen du « Passivhausinstitut ». Cette maison de 161 m2, ayant coûté 1 800 € HT/m2, dispose de 25 m2 de panneaux photovoltaïques produisant 4 485 kWh/an d'énergie positive, évitant l'émission de 1 887 kg/an de CO2».

## Définition
La « maison passive » correspond à une très basse consommation énergétique.
L'habitat passif a un surcoût mais il réduit la consommation d'énergie. Trois critères le définissent :
1. besoin en énergie de chauffage inférieur à 15 kWh/m2/an ;
2. étanchéité à l'air (test de la porte dite blower door) n50 < 0,6 h−1 ;
3. consommation d'énergie primaire inférieure à 120 kWh/m2/an. Le besoin en énergie finale ne doit pas dépasser 50 kWh/m2/an.

Les critères énergétiques énoncés ci-dessus n'ont de sens que si les méthodes de comptabilisation de l'énergie et de la surface sont clairement précisées.
En matière de surface, c'est la TFA (Treated Floor Area) qui est considérée. Cette surface correspond à la surface intérieure nette du bâtiment. Elle a été définie spécialement pour permettre la comparaison de bâtiment issus de différents pays dans le cadre du projet CEPHEUS. Sa définition se trouve dans le rapport technique final du projet CEPHEUS.
En France, plusieurs organismes peuvent délivrer le label Maison Passive (PassivHauss) comme Propassif ou l'association la Maison Passive France.

## Principes
La conception d'un habitat passif (et/ou bioclimatique) repose sur six grands principes[source insuffisante] :
1. l'isolation thermique renforcée, notamment par des fenêtres de grande qualité ;
2. la suppression des ponts thermiques ;
3. l'étanchéité à l'air excellente ;
4. la ventilation double flux (avec récupération de chaleur) ;
5. la captation optimale mais passive de l'énergie solaire et des calories du sol et sous-sol ;
6. la limitation des consommations des appareils ménagers.

### Isolation thermique

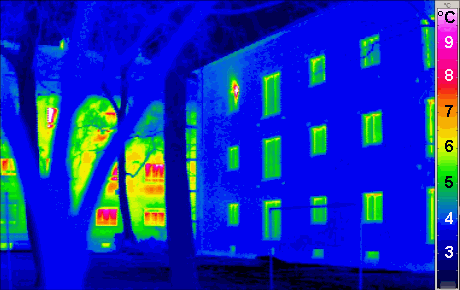
La thermographie montre dans l'infrarouge que la construction passive (à droite) perd beaucoup moins de chaleur (couleurs chaudes) qu'une construction classique (au fond).

L'isolation thermique est le premier principe de la construction passive. Elle doit être hautement performante et appliquée sur toute l'enveloppe extérieure du bâtiment, sans interruption afin de limiter les ponts thermiques. La construction doit être assez compacte, afin de limiter sa surface extérieure, et toutes les parties opaques du bâtiment, isolées de façon optimale. En principe, pour le climat européen central, leur coefficient de transfert thermique U ne doit pas excéder 0,15 W/m2 K, mais il est recommandé actuellement que cette valeur atteigne les 0,10 W/m2 K[réf. nécessaire]. Pour comparaison, la RT2005 (réglementation thermique française) impose un maximum de 0,45 W/m2 K et une valeur référence de 0,36 W/m2 K pour les murs en contact avec l'extérieur.
Les caractéristiques des fenêtres sont importantes car il est inutile de réaliser une isolation performante des murs si la chaleur est gaspillée par les vitrages. En effet, le coefficient de transmission de la fenêtre Uw ne doit pas dépasser 0,8 W/m2 K (à comparer avec Uw RT2005 = 1,8 W/m2 K et Uw RT2012 = 1,2 W/m2 K)[réf. nécessaire]. Compte tenu de ces caractéristiques, le triple vitrage, bien qu'onéreux, est souvent utilisé. Outre la qualité du vitrage, l'ensemble de la fenêtre doit répondre à des exigences accrues, de même que son installation dans le bâti (un vitrage coûteux dont l'installation laisse une fente entre la maçonnerie et le bâti de la fenêtre est inefficace).
Pour le climat français, un peu plus doux que celui de l'Allemagne, il est possible de réduire la valeur de U (mur, toiture, sol, fenêtre) et de l'optimiser grâce à des calculs effectués avec le tableur Passivhaus Planning Package (PHPP) fourni par le Passivhaus Institut.

### Suppression des ponts thermiques
Les ponts thermiques peuvent être une source de déperditions conséquentes. Ils sont dus à l'assemblage des éléments structurels (mur avec dalle ou balcon, par exemple), auxquels la chaleur est transmise par conduction et dissipée à l'extérieur. Dans le cas d'un balcon, l'échange thermique suit le même principe que dans le cas d'ailettes de refroidissement). Dans la maison passive, il convient donc de réduire drastiquement ces ponts qui, aux niveaux d'isolation requis, prennent une part excessive dans les déperditions de chaleur.

### Étanchéité à l'air

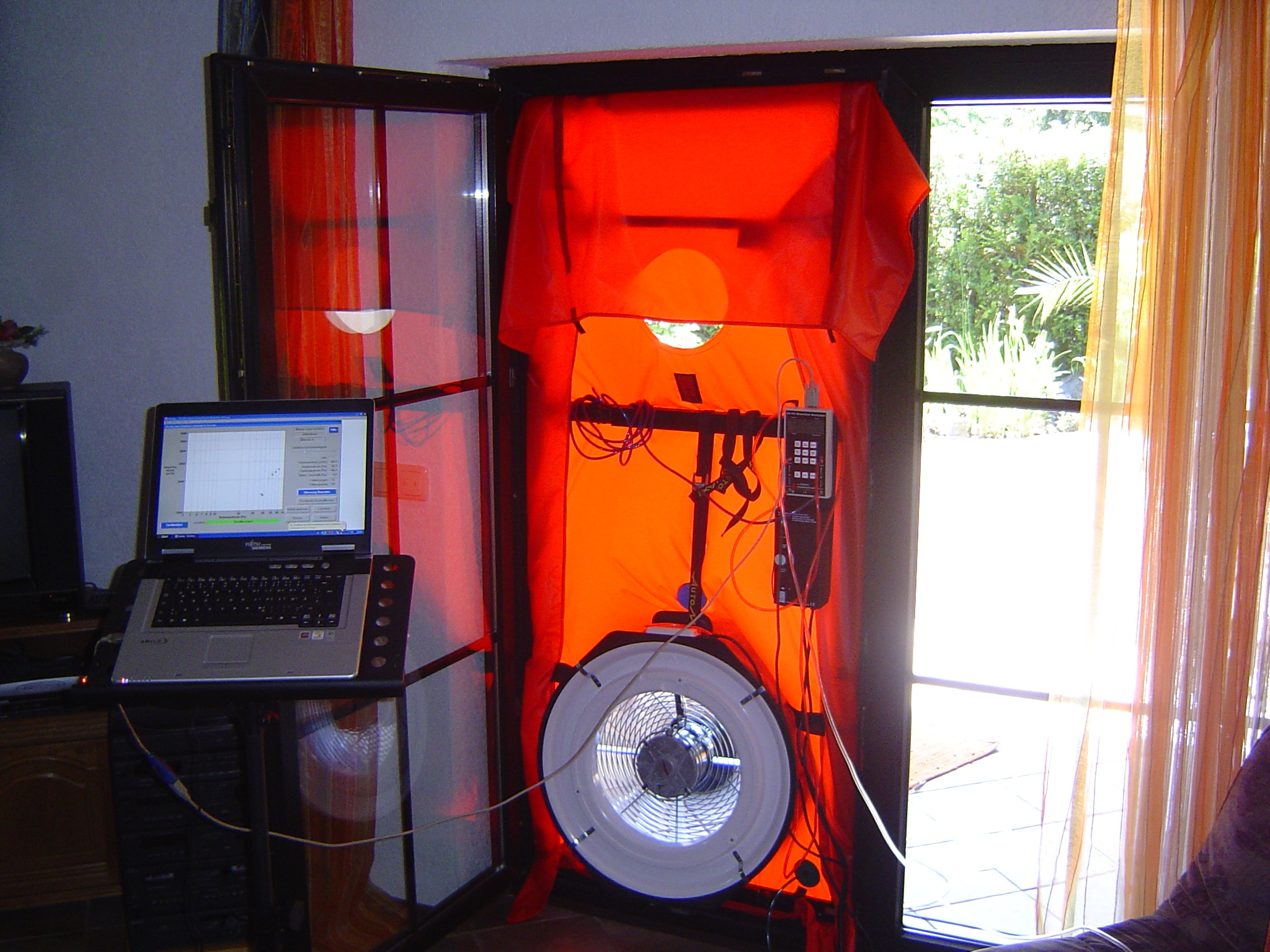
Test d'infiltrométrie, permet de localiser et colmater les infiltrations parasites.

Limiter les déperditions thermiques induit l'étanchéité à l'air. La maitrise des infiltrations d'air parasites garantit la durabilité des systèmes constructifs et des isolants en évitant la condensation dans l'épaisseur des matériaux. Les déperditions de chaleur par une mauvaise étanchéité à l'air sont préjudiciables aux économies d'énergie. L'étanchéité à l'air doit être soigneusement conçue, en portant une attention particulière à sa continuité entre les éléments structurels, aux encadrements de baies et aux pénétrations (conduits de cheminée, canalisations…), aux qualités des produits utilisés. Pour vérifier la bonne étanchéité du bâtiment, on effectue après la construction un test d'infiltrométrie. Une maison passive est 4 à 5 fois plus étanche qu'une maison RT2012.

### Ventilation double flux

Principe de la maison passive, tête de boucle ici avec puits canadien.

Une maison passive étant très étanche, elle doit comprendre un système de ventilation performant afin d'assurer le renouvellement de l'air. Une ventilation (ou VMC) double flux, qui comporte un récupérateur de chaleur, est alors incontournable[réf. nécessaire] pour limiter le rejet de chaleur via le système de ventilation.
La VMC double flux extrait l'air vicié des pièces humides (WC, SdB, cuisine) et insuffle l'air extérieur dans les pièces à vivre. Un échangeur de chaleur assure la récupération de l'air extrait pour réchauffer l'air insufflé.
La VMC peut être associée à un puits canadien (ou provençal). Il s'agit d'un système géothermique permettant de réchauffer (en hiver) et de rafraîchir (en été) l'air insufflé. Les modèles certifiés présentent des performances thermiques et une consommation électrique (environ 0,3 Wh/m3) permettant d'atteindre la sobriété énergétique visée.
Une ventilation double flux est encombrante[Combien ?] et requiert des longueurs de gaine importantes. L'emplacement de l'ensemble (dans le volume chauffé) et le cheminement des gaines dans la construction doivent être prévus dès la phase de conception.
Un entretien régulier est en outre nécessaire : nettoyage des gaines, changement des filtres. Certaines VMC thermodynamiques combinent une VMC double flux et une pompe à chaleur. Ces systèmes permettent de ventiler, chauffer, climatiser, voire de produire de l'eau chaude[réf. nécessaire].
Il existe des alternatives passives comme les fenêtres pariéto-dynamiques pour éviter d'installer une VMC double flux. Celles-ci ne sont pas étanches, laissent passer l'air et fonctionnent comme un échangeur de température entre l'air intérieur et extérieur[réf. nécessaire]. Elles doivent être orientées vers le sud pour profiter de l'apport solaire. La ventilation est alors assurée par une VMC simple flux. Un avantage de cette alternative est le coût d'installation et de fonctionnement moindre[Combien ?].

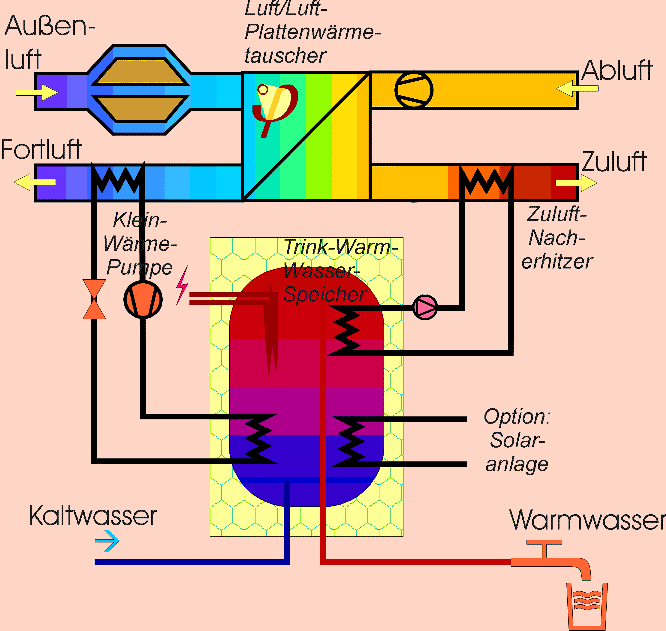
Ventilation double flux associée à un ballon d'eau d'inertie thermique et à deux micro-pompes à chaleur, offrant production d'eau chaude, appoint solaire, apports thermiques d'air insufflés et filtration d'air neuf.

### Ventilation nocturne
Dans les régions chaudes, il convient de prévoir une disposition des ouvrants permettant d'assurer une ventilation nocturne (traversante et/ou par effet de cheminée) afin d'éviter la surchauffe en été. Il est également important de prévoir une structure massive à forte inertie thermique qui absorbe la chaleur de la journée et qui puisse être refroidie par la ventilation nocturne.

### Solaire passif
Pour valoriser le potentiel saisonnier fourni par le soleil, il est nécessaire de capter sa chaleur, la stocker et la restituer. L'énergie solaire est captée par les parties vitrées de la maison. Ces vitrages isolants sont dimensionnés selon l'orientation du bâtiment : 40 à 60 % de surface vitrée sur la façade sud, 10 à 15 % au nord, et moins de 20 % sur les façades est et ouest. L'énergie solaire, qui pénètre via les fenêtres, est stockée à l'intérieur par des matériaux à forte inertie. La chaleur accumulée dans le bâtiment doit être restituée dans la pièce par convection et rayonnement, avec un étalement dans le temps. Afin d'éviter l'inconfort occasionné par les surchauffes en été, l'ensoleillement direct des façades est à maîtriser grâce à des protections solaires constructives (auvent, pare-soleil, persienne…) et à des vitrages avec un facteur solaire suffisamment faible pour limiter les apports énergétiques. Ces mesures constructives peuvent être complétées par des stores et une protection végétale.

### Des appareils ménagers économes
Des appareils spécifiquement conçus pour l'habitat passif peuvent-être une bonne source d'économie énergétique nécessaires pour atteindre les normes d'habitat passif.
Si l'on utilise l'électricité par exemple, les 120 kWh/(m².an) d'énergie primaire correspondent donc à 120 / 2,58 (le coefficient de rapport énergie primaire/énergie finale que l'on connait bien avec le DPE) soit donc un maximum de 46 kWh/(m².an) de consommation totale de la maison.
L'utilisation d'appareils énergétiquement efficaces apporte en outre l'avantage de ne pas constituer un système de chauffage parallèle ce qui va favoriser le confort d'été.
Il faut noter que les besoins en chauffage sont inférieurs à 15 kWh/(m².an) ; souvent il n'y a pas du tout besoin de chauffage.

#### Réfrigérateur économe
Un cycle thermodynamique frigorifique marginal peu répandu, utilisant une source de chaleur pour fabriquer du froid existe: réfrigérateur à absorption de gaz (frigo à butane et propane ou utilisant la source de chaleur parasite par exemple d'un moteur thermique des véhicules) peut être conçu et adapté à l'énergie solaire. Une excellente isolation thermique de l'enceinte, doublé d'une inertie (chaleur massique interne) augmentée permet par exemple un fonctionnement discontinu (pour une utilisation uniquement quand la ressource énergétique est disponible).
On peut bien sur aussi utiliser un réfrigérateur classique. Les modèles les plus économes en énergie ont des consommations inférieures à 200 kWh/an.

#### Lave-linge et lave-vaisselle économes
Environ 4/5 de l'énergie consommée par ces appareils provient des calories consommées pour élever la température de l'eau de lavage. L'usage d'eau déjà chaude provenant de dispositifs de production économe permet de très sensibles économies d'énergie primaire. Des électroménagers spécialement étudiés sont alors nécessaires, bien que raccorder les appareils standards simplement à une source tiède produite par un moyen passif ou économe apporte une nette économie globale.

## Coût
Une maison passive coûte entre 7 et 15 % de plus qu'une maison traditionnelle (en théorie selon des constructeurs[réf. nécessaire] avec des matériaux non sains). L'ordre est plutôt au minimum 20 % avec une démarche environnementale logique, et en France. Selon les cas, l'investisseur rentre dans ses frais entre une dizaine et une vingtaine d'années grâce aux économies d'énergie réalisées.
Toutefois, ce coût de construction est amorti très vite dans la mesure où les coûts d'exploitations (chauffage, électricité…) sont quasi nuls. En effet, 15 kWh/(m².an) est un besoin en énergie. Ces 15 kWh/(m².an) ne sont pas un hasard : des études ont montré qu'en dessous de cette valeur, les habitants et les appareils électroménagers suffisent pour chauffer la maison. Une maison performante de 250 m² coûte en moyenne autour de 600 000 euros (taxes comprises).

## Freins
Un des freins identifiés est le manque d'artisans qualifiés, d'architectes formés à ces standards ; il s'ensuit une demande qui dépasse l'offre et se traduit par une hausse des prix.
En outre, le positionnement de la maison passive pour capter au mieux les sources de chaleurs naturelles est parfois difficile (selon l'orientation du terrain, les ombres portées…) et contraint, dans une certaine mesure l'esthétique architecturale.

## Besoins, outils de formation et applicatifs
Le Parlement européen a souhaité qu'à partir de 2018, tous les bâtiments neufs soient conçus et construits sur le standard Maison Passive, et que la consommation énergétique des bâtiments diminue de 22 % de 2007 à 2010 en Europe, une Directive pour la performance énergétique des bâtiments (EPBD) est en cours de transposition depuis 2007 dans les droits nationaux. L'Europe et les États encouragent la formation, avec par exemple en France la mise en place par le Centre de développement des éco-entreprises d'une formation dénommée « Concepteur Européen Maison Passive/Passivhaus Certifié» (« Certified European Passive House designer »/CEPH) »,,. Depuis 2007, architectes et artisans peuvent s'appuyer sur un logiciel spécialisé dit PHPP (2007).
En 2007, les premières Assises françaises de la construction passive visaient à encourager :
- la construction au standard passif (ce qui implique de mieux former les architectes, artisans, les élus et maîtres d'ouvrages, etc.) ;
- l'utilisation de produits régionaux (bois, paille, etc.) pour le développement local et la diminution de l'empreinte écologique globale ;
- le soutien aux filières de production de la construction passive, pour répondre aux attentes du marché.

## Enjeux
Chaque année en France, environ 44 % de l'énergie consommée provient du secteur du bâtiment qui devance dans ce domaine les transports (31,3 %). 124 millions de tonnes de CO2 sont également générées. En outre, l'adaptation du bâtiment à de nouvelles exigences énergétiques peut également susciter la création d'emploi.
Les maisons passives et/ou « énergiquement positives » qui existent par milliers en Allemagne et Suisse montrent que les solutions techniques existent. Reste à les généraliser pour tenir l'objectif du facteur 4, ou du facteur 9 (diviser par 9 les consommations pour un service équivalent). Alors que l'on prédisait que le prix du pétrole et de l'énergie devraient inéluctablement augmenter (cf. manque de pétrole), une Directive européenne sur la performance énergétique des bâtiments vise à réduire leur consommation énergétique de 20 % d'ici 2020.

## Critiques
Les principales critiques faites aux standards passifs, sont qu'ils véhiculent une image de haute-qualité, sans imposer de qualité écologique ni sociale ou en termes de commerce éthique quant aux matériaux utilisés (toxicité, provenance) ou à la protection de la main d'œuvre (santé, sécurité au travail, rémunération équitable, etc.). Ce standard est d'ailleurs parfois confondu avec ceux du HQE, qui sont plus larges (14, voire 15 cibles) mais sans commune mesure de performance au niveau énergétique.
Les formes architecturales sont moins complexes, et souvent jugées architecturalement plus pauvres. Ceci résulte de la volonté d'avoir un bâtiment compact, donc moins énergivore.
En raison du faible nombre de fenêtres ouvrantes de certaines constructions, les claustrophobes peuvent se sentir enfermés dans ces maisons (par ailleurs très bien insonorisées), même si le renouvellement d'air y est mieux assuré que dans un appartement moderne classique. Des éléments-tampon de type véranda et des baies vitrées élargies peuvent atténuer ou faire disparaître ce sentiment, mais avec une augmentation de coût à la construction. Ce sentiment est par ailleurs souvent rapidement compensé par un confort thermique et sonore accru.